# Florencia Pianello
Florencia Nerea Pianello Méndez (Paraná, provincia de Entre Ríos, Argentina, 13 de junio de 1992) es una exfutbolista argentina. Jugó como delantera en varios clubes argentinos, entre los que se destaca Talleres, donde debutó y se retiró.
Es la máxima goleadora de la historia del club cordobés, con 172 goles, superando a jugadores como Miguel Antonio Romero y Humberto Bravo.

## Trayectoria
Florencia llegó a Córdoba para estudiar el profesorado de educación física, carrera de la que se recibió en 2015. Previamente había jugado al fútbol en su ciudad natal, a la que representó en los Juegos Evita con la selección paranaense. Comenzó a jugar en Talleres a fines de 2016, donde disputó cuatro temporadas y convirtió 135 goles, convirtiéndose así en la máxima goleadora del club. Para el año 2021, luego de un año sin fútbol por la pandemia de COVID-19, partió a Platense, equipo de la Primera División. Posteriormente fue transferida al Deportivo Español. En 2021, luego de la expulsión de Talleres de la Liga Cordobesa, regresó a jugar con las "Matadoras". En 2022, logró el ascenso de Primera C a Primera B con Talleres siendo la goleadora del equipo con 27 tantos. Al año siguiente, se convirtió en la máxima goleadora histórica del club. En 2024, anunció su retiro del fútbol.

## Selección nacional
Fue convocada a la Selección Argentina en 2020, convirtiéndose en la primera futbolista de Paraná en ser citada.

## Clubes
| Club              | País      | Año         |
| ----------------- | --------- | ----------- |
| Talleres          | Argentina | 2016 - 2020 |
| Platense          | Argentina | 2021        |
| Deportivo Español | Argentina | 2021        |
| Talleres          | Argentina | 2021 - 2024 |